# Панчаратра
Панчаратра (Pāñcarātra IAST) — один із різновидів літератури індуїзму, санскритські вайшнавські ритуальні тексти традиції бгакті, присвячені культу Вішну або Нараяни в різних його формах й іпостасях. Панчаратрою також називають середньовічну вайшнавську традицію, ранню форму вайшнавізму, засновану на цих текстах. Тексти панчаратра відносяться до агам і замість ритуальних ведичних жертвоприношень наказують поклоніння божествам у храмах. Центральним елементом у панчаратрі є божество, яке проявляє себе в п'яти різних формах: пара, вьюха, вібхава, антарьямін і арча. Через ці п'ять аспектів незбагненний Парабрахман входить у контакт із матеріальним світом і його мешканцями, даючи можливість живим істотам стикнутися з Крішною.